# 2007年度電視節目欣賞指數調查
2007年度電視節目欣賞指數調查，頒獎禮於2008年3月18日頒發。

## 結果

### 最佳電視節目
- 第一位：　向世界出發（無綫電視）
- 第二位：　南京說–大屠殺七十年（香港電台）
- 第三位：　最緊要正字（無綫電視）
- 第四位：　溏心風暴（無綫電視）
- 第五位：　星期二／日檔案（無綫電視）
- 第六位：　新聞透視（無綫電視）
- 第七位：　海底漫遊（香港電台）
- 第八位：　傑出華人系列（香港電台）
- 第九位：　鏗鏘集（香港電台）
- 第十位：　有線新聞（有線電視）
- 第十一位：最緊要健康（無綫電視）
- 第十二位：廉政行動2007 （無綫電視）
- 第十三位：天下父母經（香港電台）
- 第十四位：光影流情（無綫電視）
- 第十五位：新聞／財經／天氣報告（無綫電視）
- 第十六位：有線財經（有線電視）
- 第十七位：父母學堂（香港電台）
- 第十八位：香港故事（香港電台）
- 第十九位：警訊（香港電台）
- 第二十位：一家人（香港電台）

### 評審團大獎
- 得獎節目：南京說 – 大屠殺七十年 – 殤城記（香港電台）
- 優異獎：「解密百年香港」第一集（亞洲電視）
- 優異獎：主播會客室 – 鄭秀文篇（有線電視）
- 優異獎：拾年－十年再十年（無線電視）

### 全年最高平均欣賞指數大獎
- 香港電台

## 外部連結
- 2007度電視欣賞指數調查官方網頁（页面存档备份，存于）